# Copa d'Europa de corfbol 2010-11
La Copa d'Europa de corfbol 2010-11 és la màxima competició europea de clubs de corfbol disputada durant la temporada 2010-11.

## Fase prèvia
La primera fase es va celebrar el cap de setmana del 24, 25 i 26 de setembre de 2010 a Breslau (Polònia) i va servir per determinar cinc places per la fase final, aconseguides pels dos millors classificats de cada grup i pel vencedor del desempat entre els dos tercers. D'aquesta fase prèvia en van quedar exempts el campió dels Països Baixos (Koog Zaandijk), el de Bèlgica (Scaldis) i el de la federació organtizadora (Szentendre), que tenien assegurada la seva plaça a la fase final. El CK Vacarisses va quedar primer del grup A i el CC Oeiras va encapçalar el grup B.
| GRUP A        | Pts | J | G | P | PF | PC | DP  |
| ------------- | --- | - | - | - | -- | -- | --- |
| CK Vacarisses | 12  | 4 | 4 | 0 | 72 | 39 | +33 |
| C. Budejovice | 8   | 4 | 3 | 1 | 65 | 35 | +30 |
| Trojans KC    | 7   | 4 | 2 | 2 | 64 | 31 | +33 |
| AZS Wroclaw   | 3   | 4 | 1 | 3 | 46 | 60 | -14 |
| St Andrews U. | 0   | 4 | 0 | 4 | 14 | 96 | -82 |

| GRUP B          | Pts | P | W | L | PF | PA | DP  |
| --------------- | --- | - | - | - | -- | -- | --- |
| CC Oeiras       | 12  | 4 | 4 | 0 | 66 | 32 | +34 |
| KV Adler Rauxel | 9   | 4 | 3 | 1 | 55 | 33 | +22 |
| SKK Prievidza   | 6   | 4 | 2 | 2 | 37 | 37 | =   |
| Kocaeli U.      | 3   | 4 | 1 | 3 | 37 | 61 | -24 |
| Bonson FJEP     | 0   | 4 | 0 | 4 | 28 | 60 | -32 |

| 24/9/10 | CK Vacarisses | 25-5   | St Andrews U. |
| 24/9/10 | Trojans KC    | 18-7   | AZS Wroclaw   |
| 25/9/10 | AZS Wroclaw   | 23-4   | St Andrews U. |
| 25/9/10 | C. Budejovice | 15-16  | CK Vacarisses |
| 25/9/10 | St Andrews U. | 2-27   | Trojans KC    |
| 25/9/10 | CK Vacarisses | 20-10  | AZS Wroclaw   |
| 25/9/10 | C. Budejovice | *11-10 | Trojans KC    |
| 26/9/10 | C. Budejovice | 18-6   | AZS Wroclaw   |
| 26/9/10 | Trojans KC    | 9-11   | CK Vacarisses |
| 26/9/10 | C. Budejovice | 21-3   | St Andrews U. |

| 24/9/10 | KV Adler Rauxel | 9-7   | SKK Prievidza   |
| 24/9/10 | Bonson FJEP     | 11-12 | Kocaeli Univ.   |
| 25/9/10 | SKK Prievidza   | 12-10 | Kocaeli Univ.   |
| 25/9/10 | CC Oeiras       | 21-6  | Bonson FJEP     |
| 25/9/10 | Kocaeli Univ.   | 7-19  | KV Adler Rauxel |
| 25/9/10 | Bonson FJEP     | 5-9   | SKK Prievidza   |
| 25/9/10 | CC Oeiras       | 13-9  | KV Adler Rauxel |
| 26/9/10 | CC Oeiras       | 13-9  | SKK Prievidza   |
| 26/9/10 | CC Oeiras       | 19-8  | Kocaeli Univ.   |
| 26/9/10 | KV Adler Rauxel | 18-6  | Bonson FJEP     |

5a posició
| 10/09/26 | Trojans KC | 16-7 | SKK Prievidza |

## Fase final
La fase final es va fer a Budapest (Hongria) entre els dies 19 i 22 de gener de 2011, amb els campions dels Països Baixos -Koog Zaandijk-, Bèlgica -Scaldis- i de la federació amfitriona -Szentendre- i els 5 millors equips de la primera fase CK Vacarisses, CC Oeiras, Ceské Budejovice, KV Adler Rauxel i Trojans KC.
Els campions van ser l'equip neerlandès del Koog Zaandijk, aconseguint el títol per segona vegada, després de guanyar tots els seus partits. El CK Vacarisses va quedar a la vuitena posició en la seva primera participació en la fase final d'aquesta competició.
| GRUP A        | Pts | J | G | P | CF | CC | DC  |
| ------------- | --- | - | - | - | -- | -- | --- |
| R Scaldis SC  | 9   | 3 | 3 | 0 | 85 | 29 | +56 |
| C. Budejovice | 6   | 3 | 2 | 1 | 54 | 64 | -10 |
| Szentendre KK | 3   | 3 | 1 | 2 | 34 | 58 | -24 |
| CC Oeiras     | 0   | 3 | 0 | 3 | 35 | 57 | -22 |

| GRUP B          | Pts | J | G | P | CF | CC | DC  |
| --------------- | --- | - | - | - | -- | -- | --- |
| Koog Zaandijk   | 9   | 3 | 3 | 0 | 94 | 32 | +62 |
| Trojans KC      | 6   | 3 | 2 | 1 | 55 | 69 | -14 |
| KV Adler Rauxel | 3   | 3 | 1 | 2 | 56 | 72 | -16 |
| CK Vacarisses   | 0   | 3 | 0 | 3 | 45 | 77 | -32 |

| 19/1/11 | Szentendre KK | 16-14 | CC Oeiras     |
| 19/1/11 | R Scaldis SC  | 37-17 | C. Budejovice |
| 20/1/11 | R Scaldis SC  | 22-6  | CC Oeiras     |
| 20/1/11 | Szentendre KK | 12-18 | C. Budejovice |
| 21/1/11 | CC Oeiras     | 15-19 | C. Budejovice |
| 21/1/11 | Szentendre KK | 6-26  | R Scaldis SC  |

| 19/1/11 | Koog Zaandijk | 27-13 | KV Adler Rauxel |
| 19/1/11 | CK Vacarisses | 17-19 | Trojans KC      |
| 20/1/11 | Trojans KC    | 26-21 | KV Adler Rauxel |
| 20/1/11 | Koog Zaandijk | 36-9  | CK Vacarisses   |
| 21/1/11 | Koog Zaandijk | 31-10 | Trojans KC      |
| 21/1/11 | CK Vacarisses | 19-22 | KV Adler Rauxel |

7è-8è
| 22/01/11 | CC Oeiras | 19-15 | CK Vacarisses |

5è-6è
| 22/01/11 | Szentendre KK | 23-12 | Adler Rauxel |

3r-4t
| 22/01/11 | C. Budejovice | 19-18 | Trojans KC |

Final
| 22/01/11 | R Scaldis SC | 23-33 | Koog Zaandijk |